# Culex spissipes
Culex spissipes är en tvåvingeart som först beskrevs av Theobald 1903.  Culex spissipes ingår i släktet Culex, och familjen stickmyggor. Inga underarter finns listade i Catalogue of Life.